# Manchester (Nowy Jork)
Manchester – miasto w Stanach Zjednoczonych, w stanie Nowy Jork, w hrabstwie Ontario.